# Альваро Мутіс
Альваро Мутіс (ісп. Álvaro Mutis; нар. 25 серпня 1923, Богота — пом. 22 вересня 2013, Мехіко) — колумбійський поет і прозаїк.

## Біографія
Син дипломата, ріс у Бельгії. Після смерті батька 1932 року повернувся до Колумбії. З 1942 року активно займався журналістикою, почав публікувати вірші. 1956 року переїхав до Мехіко. Наприкінці 1970-х почав писати прозу, з якої найвідоміший цикл романів про моряка Макроле.
Дружив з Октавіо Пасом, Габріелем Гарсіа Маркесом, Карлосом Фуентесом, Луїсом Бунюелем, Хуаном Хосе Арреолою.

## Твори

### Вірші
- La Balanza (1948)
- Los elementos del desastre (1953)
- Reseñas de los hospitales de Ultramar (1955)
- Los trabajos perdidos (1965)
- Summa de Maqroll el Gaviero (1973)
- Caravansary (1981)
- Los emisarios (1984)
- Crónica regia y alabanza del reino (1985)
- Un homenaje y siete nocturnos (1986)

### Проза
- Diario de Lecumberri (1960)
- La mansión de Araucaíma (1973)
- La Nieve del Almirante (1986, премія Медічі за закордонний роман)
- La verdadera historia del flautista de Hammelin (1982)
- Ilona llega con la lluvia (1987, екранізований Серхіо Кабрера, 1996)
- Un bel morir (1989)
- La última escala del Tramp Steamer (1989)
- La muerte del estratega (1990)
- Amirbar (1990)
- Abdul Bashur, soñador de navíos (1991)
- Tríptico de mar y tierra (1993)
- Soñador de navíos (1986)
- Empresas y tribulaciones de Maqroll el Gaviero (1995, сім романів про Макроле)

### Есе
- Contextos para Maqroll (1997)
- De lecturas y algo del mundo (1999)
- Caminos y encuentros de Maqroll el Gaviero (2001)

## Визнання
Лауреат кількох національних літературних премій Колумбії, французької премії Медичі за найкращий зарубіжний роман (1989). Літературна премія принца Астурійського (1997), премія королеви Софії по Ібероамериканської поезії (1997), Премія «Мігель де Сервантес» (2001), Нейштадтська літературна премія (2002).
З 2005 Бібліотека Інституту Сервантеса у Стамбулі носить ім'я Альваро Мутіса.